# Clemensia mesomima
Clemensia mesomima är en fjärilsart som beskrevs av Paul Dognin 1914. Clemensia mesomima ingår i släktet Clemensia och familjen björnspinnare. Inga underarter finns listade i Catalogue of Life.